# 山丘之歌敬拜
山丘之歌敬拜（英語：Hillsong Worship，前身為 Hillsong Live）是一個澳洲雪梨的當代基督教音樂敬拜樂團，1983年開始在山丘之歌教會製作音樂。至今已有12項作品在美國登上告示牌排行榜。樂團中也有許多知名成員，包括達琳·哲琪（Darlene Zschech）、Marty Sampson、Brooke Fraser、Reuben Morgan 以及 Joel Houston。目前本當代基督教音樂敬拜樂團沒有官方中文譯名，較廣泛的中文譯名為山丘之歌敬拜和新頌教會敬拜團。

## 背景
此樂團於1983年在澳大利亞雪梨成立，也正是山丘之歌教會（或譯「新頌教會」）的所在地，然而目前活動已經遍及全球。 其成員如達琳·哲琪、Marty Sampson、Brooke Fraser、Reuben Morgan以及Joel Houston都進入成功的事業。 先前此樂團名為山丘之歌現場（Hillsong Live），直到2014年6月才更改為現名－－「山丘之歌敬拜」（Hillsong Worship）。

## 歷史
山丘之歌於1988年釋出第一張專輯《心靈和誠實》（Spirit and Truth，非官方譯名，下同）
1990年《顯出你榮耀》（Show Your Glory）
1992年《你愛的大能》（The Power of Your Love）
1993年《石頭已被滾開》（Stone's Been Rolled Away）
1994年《如我們的人們》（People Just Like Us）
1995年《高處的朋友》（Friends in High Places）
1996年《神就在這裡》（God Is in the House）
1997年《凡事都有可能》（All Things Are Possible）
1998年《觸摸天國，改變世界》（Touching Heaven Changing Earth）
1999年《在你身邊》（By Your Side）
2000年《為了這緣故》（For This Cause）
2001年《你是我的世界》（You Are My World）
2002年《蒙福》（Blessed）
2003年《盼望》（Hope）
2004年《因你所為》（For All You've Done）
2005年《神祂掌權》（God He Reigns）
2006年《大能拯救》（Mighty to Save）
2007年《救主君王》（Saviour King）
2008年《這是我們的神》（This Is Our God）
2009年《信+望+愛》（Faith + Hope + Love）
2010年《一場榮美的交換》（A Beautiful Exchange）
2011年《神有大能》（God Is Able）
2012年《房角石》（Cornerstone）
2013年《光榮的廢墟》（Glorious Ruins）
而2014年的《別無他名》（No Other Name）則是以「Hillspng Worship」的名義發表的第一張專輯
2015年《天堂敞開/河水湧流》（Open Heaven / River Wild）
2016年《光照黑暗》（Let There Be Light）
2017年《「和平」企劃》（The Peace Project）
2018年《還有更多》（There Is More）
從2004年開始，所有的專輯皆在澳洲登榜。其中也有十二張專輯在告示牌雜誌的基督教專輯和熱搜專輯排行榜上有名。 其中《Saviour King》、《This Is Our God》、《Faith + Hope + Love》、《A Beautiful Exchange》、《God Is Able》、《Cornerstone》、《Glorious Ruins》、《No Other Name》以及《Open Heaven / River Wild》等專輯皆曾登上「告示牌二百大專輯榜」（Billboard 200）排行榜和基督教專輯排行榜。其中《For All You've Done》和《Open Heaven / River Wild》兩張專輯則登上了澳洲 ARIA 排行榜。2018年，山丘之歌敬拜以〈何等榮美的名〉（What A Beautiful Name）一曲獲得了葛萊美獎最佳基督教音樂/歌曲獎。